# Las Peñitas (paroisse civile)
Pour les articles homonymes, voir Penitas.
Las Peñitas est l'une des quatre paroisses civiles de la municipalité d'Urdaneta, dans l'État d'Aragua au Venezuela. Sa capitale est Las Peñitas ou « La Peñita ».

## Géographie

### Démographie
Hormis sa capitale Las Peñitas, la paroisse civile possède plusieurs localités :
- Cardoncito
- Chupulún
- El Lechozo
- El Medano
- El Muerto
- El Pájaro
- El Pegón
- El Roble
- El Toro
- Las Peñitas
- Memo
- Pan de Azúcar